# Cancelo (Santiago)
Cancelo é uma aldeia portuguesa, da freguesia de Santiago da Ribeira de Alhariz e do concelho de Valpaços com 55 habitantes.

## Topónimo
Teve origem na palavra latina Cancellum, gradil que, em igrejas e tribunais, separa o recinto reservado às autoridades religiosas e civis, também é um curral provisório nos campos, para que o gado os fertilize, a última versão é provavelmente a origem deste nome.

## Galeria fotográfica

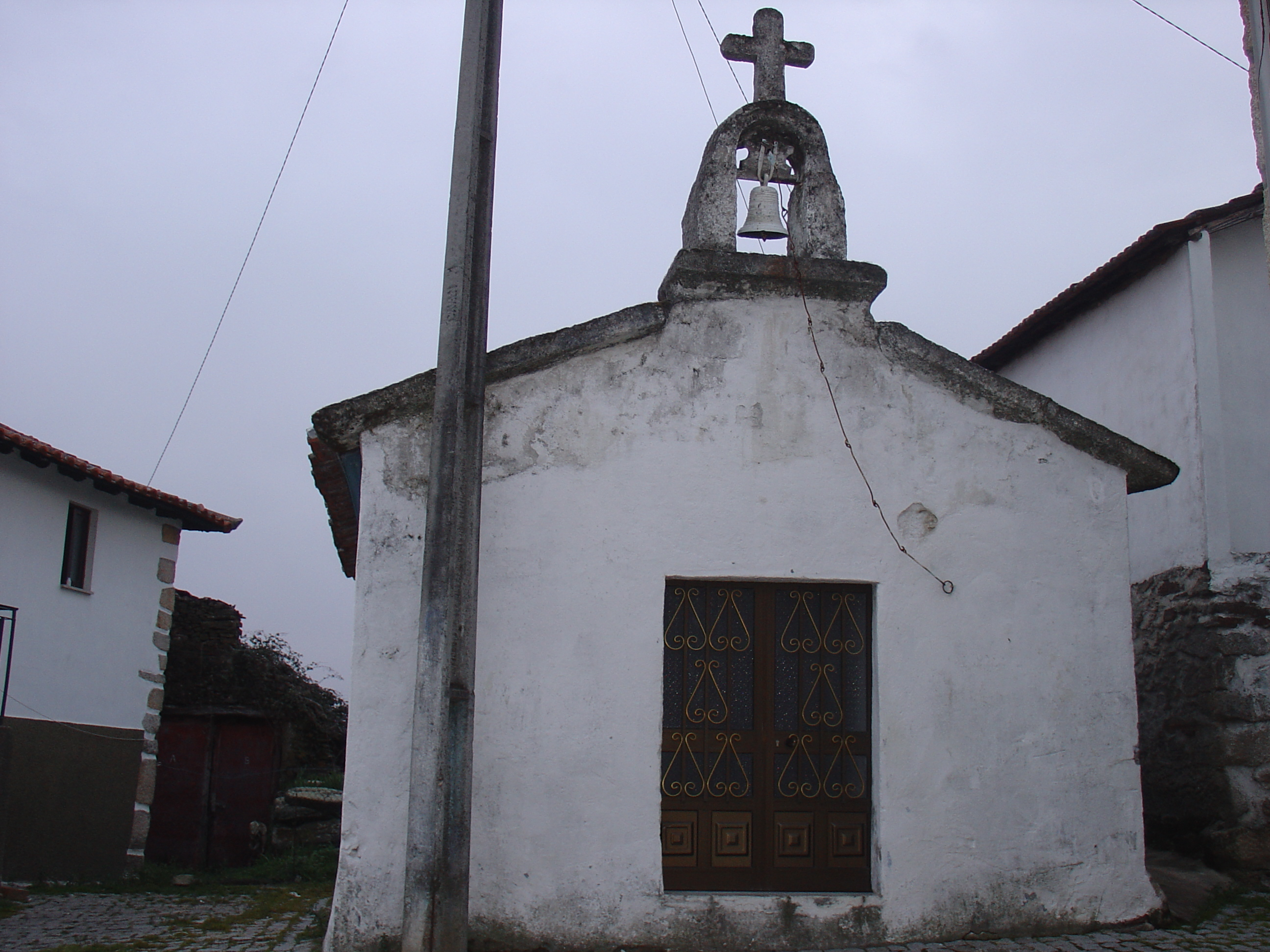
Capela do Cancelo
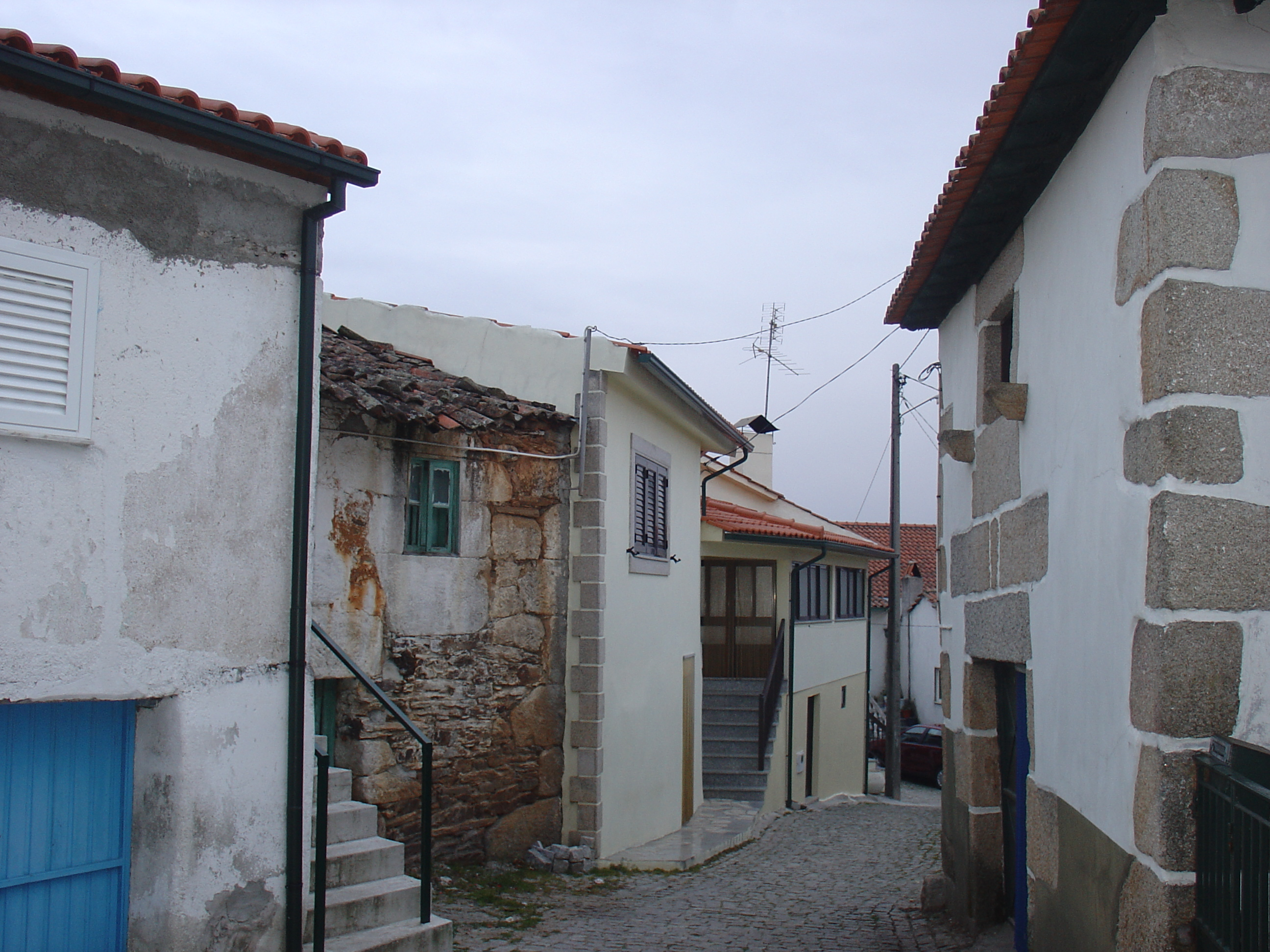
Rua Central
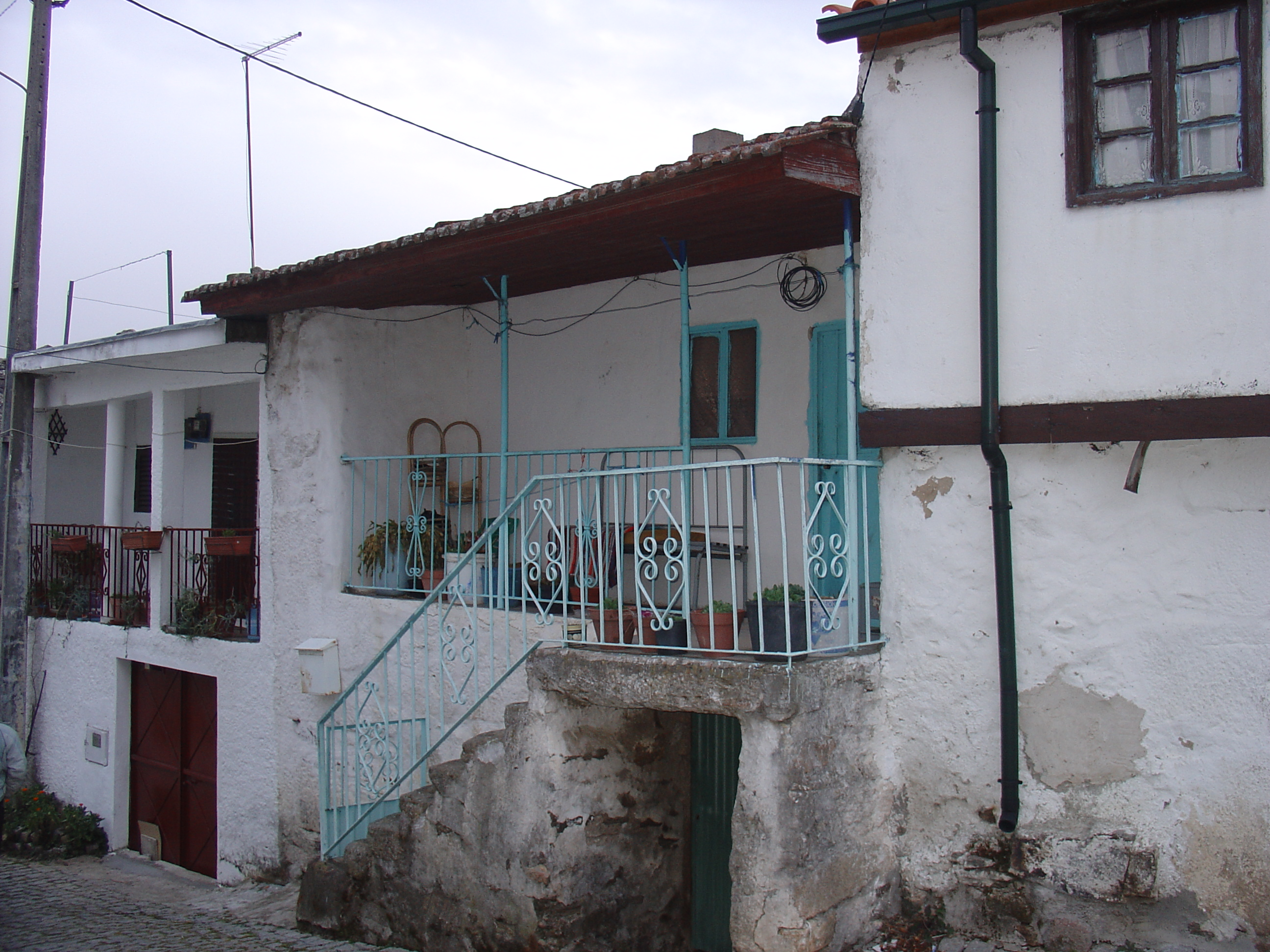
Casa do Sapateiro
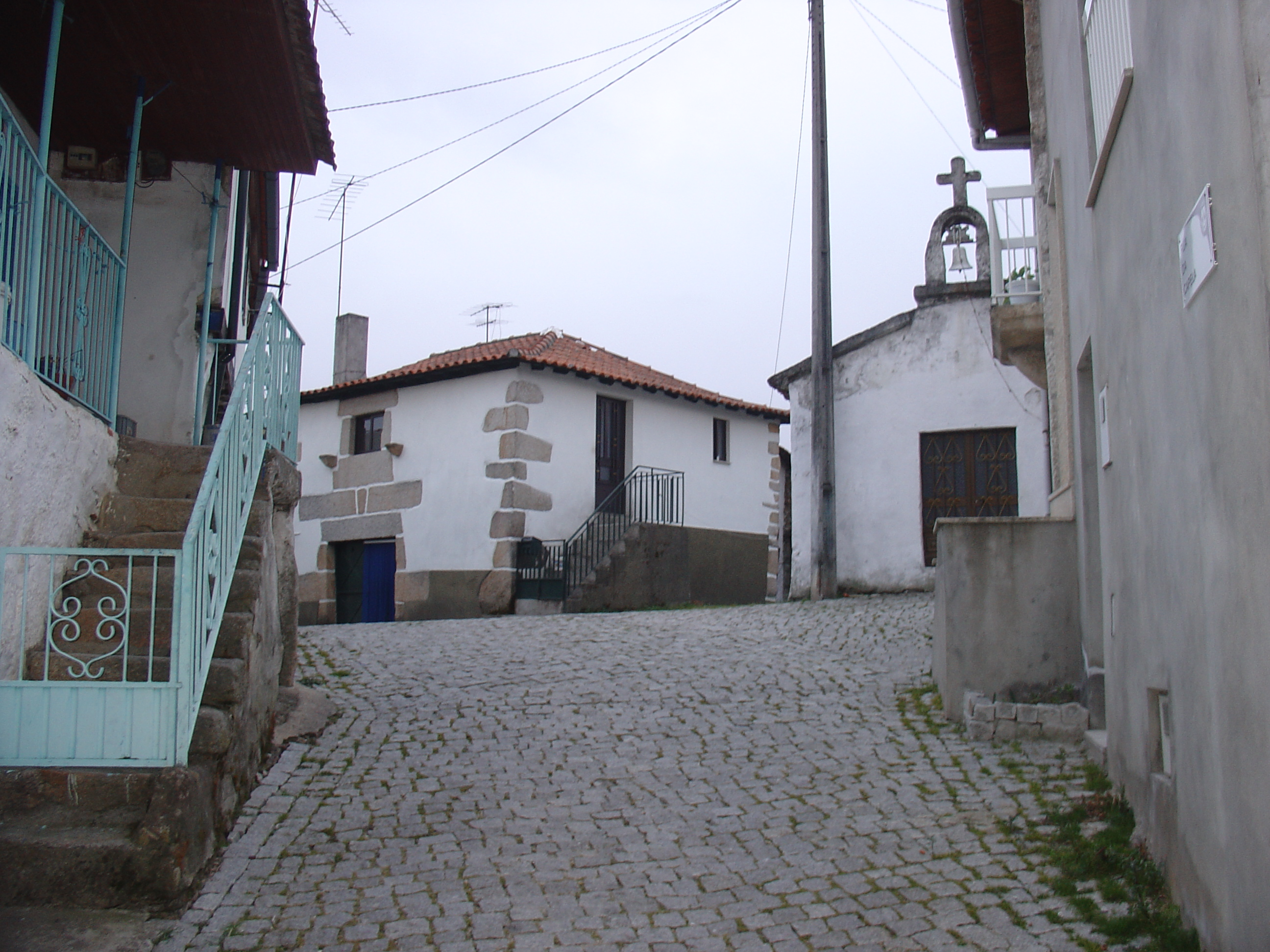
Centro da aldeia
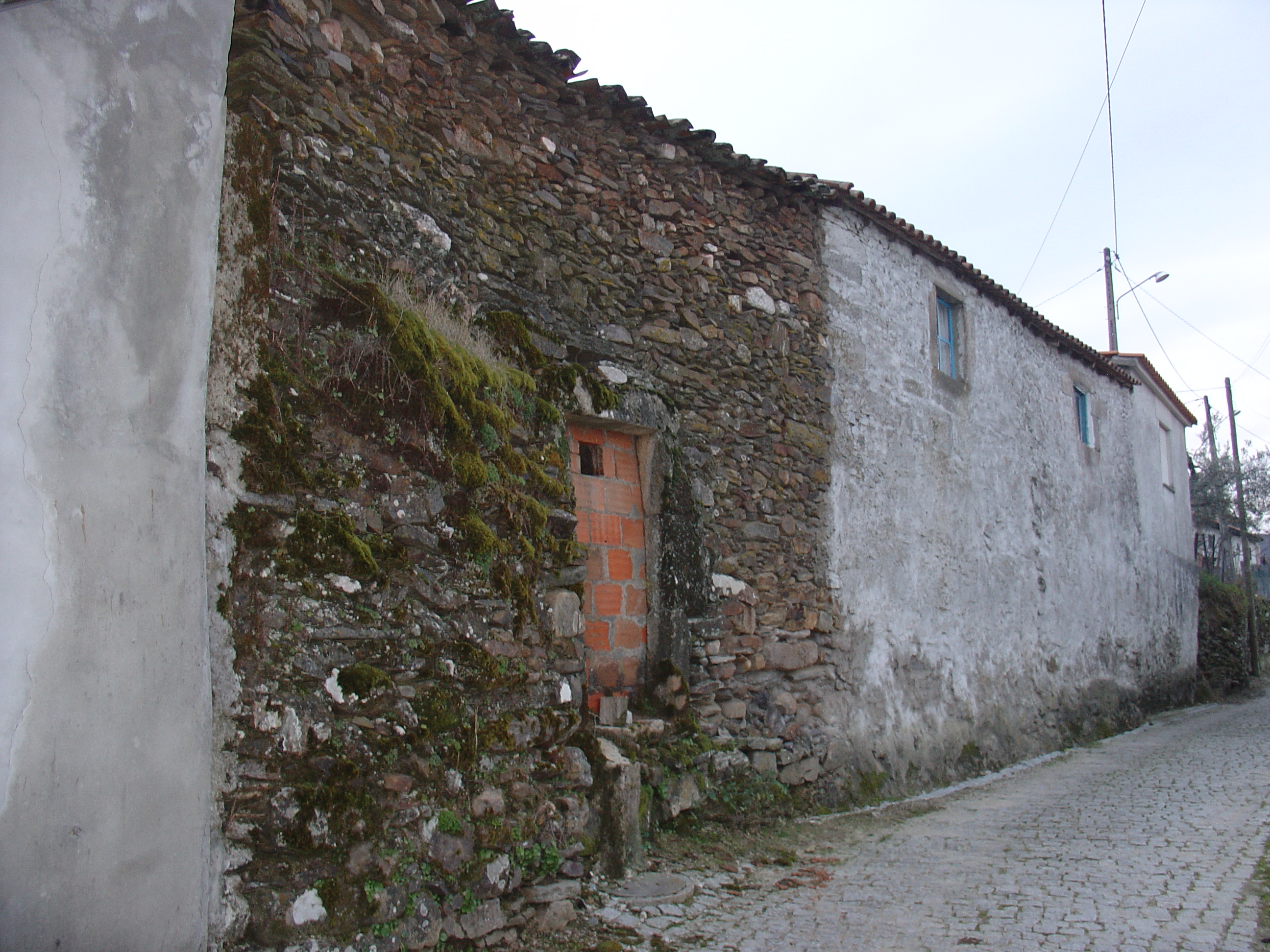
Velho casario
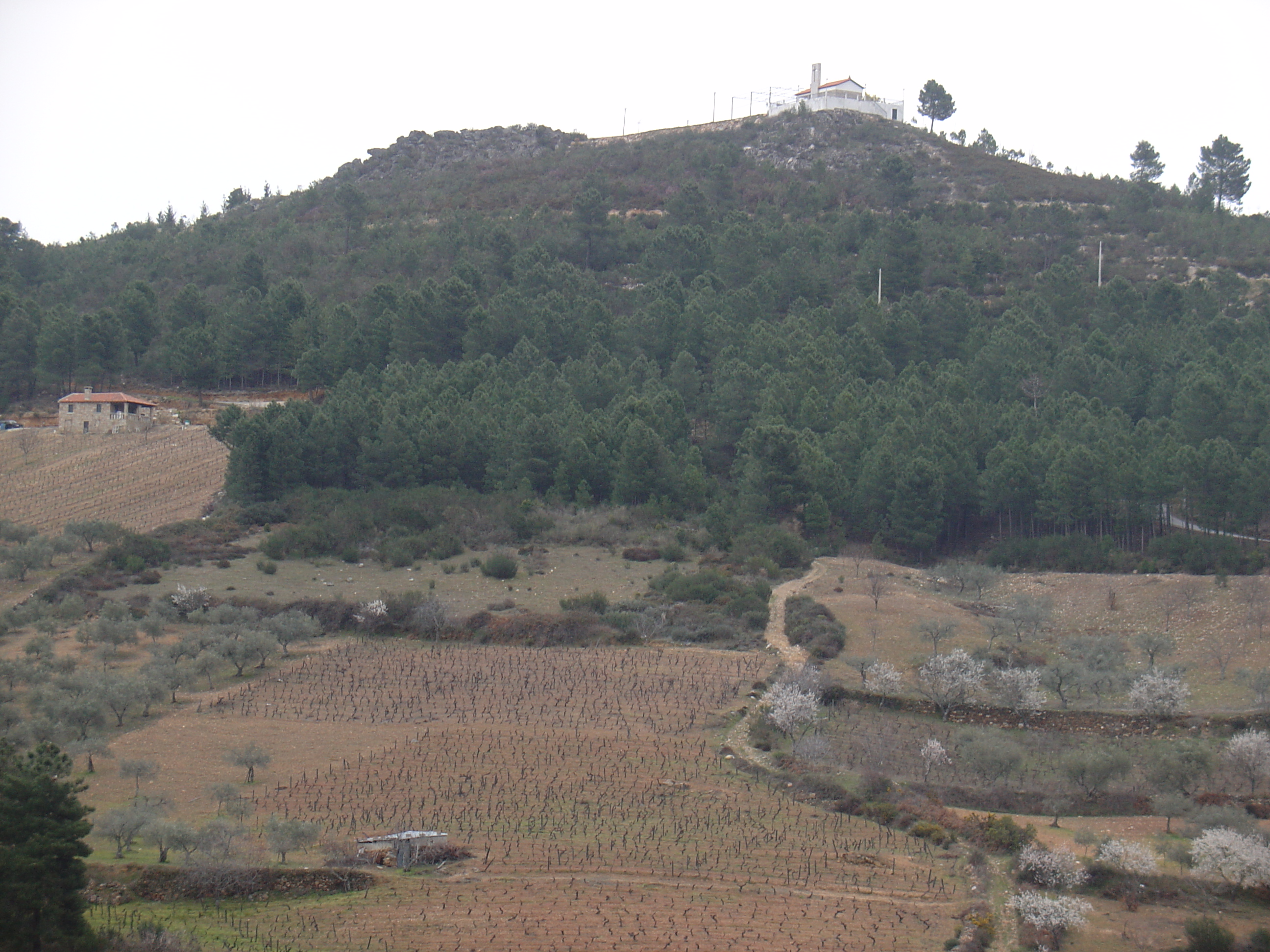
Monte de Santa Isabel